# Manolo Solo
Manuel Fernández Serrano beter bekend als Manolo Solo (Algeciras, 1964) is een Spaans acteur. In 2016 won hij de Premio Goya voor beste mannelijke bijrol voor zijn rol in Tarde para la ira. 

## Filmografie (selectie)
- 2003 - La flaqueza del bolchevique
- 2005 - Elsa y Fred
- 2005 - 7 vírgenes
- 2006 - El laberinto del fauno
- 2007 - Las 13 rosas
- 2009 - Celda 211
- 2009 - El cónsul de Sodoma
- 2010 - Biutiful
- 2013 - Caníbal
- 2013 - La herida
- 2014 - La isla mínima
- 2016 - Tarde para la ira
- 2017 - El guardián invisible
- 2018 - Tiempo después
- 2018 - La sombra de la ley
- 2019 - Legado en los huesos
- 2019 - El silencio de la ciudad blanca
- 2021 - Competencia oficial
- 2021 - El buen patrón
- 2023 - Cerrar los ojos